# Broadwater (Nebraska)
Broadwater è un comune degli Stati Uniti d'America, situato nello Stato del Nebraska, nella Contea di Morrill.